# Anoplodactylus minusculus
Anoplodactylus minusculus är en havsspindelart som beskrevs av Clark, W.C. 1970. Anoplodactylus minusculus ingår i släktet Anoplodactylus och familjen Phoxichilidiidae. Inga underarter finns listade i Catalogue of Life.